# Ger Soepenberg
Gerrit-Jan "Ger" Soepenberg (Den Ham, Twenterand, 1 de maig de 1983 - Ídem, 8 de juliol de 2014) va ser un ciclista neerlandès, que competí de 2003 a 2010. Va morir el 2014 degut a una aturada cardíaca.

## Palmarès
- 2004
  - 1r l'Omloop Alblasserwaard
- 2006
  - 1r la De Drie Zustersteden
- 2007
  - Vencedor de 2 etapes al Tour de Siam
  - Vencedor d'una etapa a la Volta a Lleó